# BTE 14–17
Die vier Tenderlokomotiven BTE 14–17 wurden 1899 von der Lokomotivfabrik Orenstein & Koppel für die Bröltalbahn  gebaut. Sie waren bis zum Ende des Dampflokomotivbetriebes auf dieser Strecke eingesetzt und wurden dann ausgemustert sowie verschrottet.

## Geschichte
Die Lokomotiven wurden als Weiterentwicklung der BTE 6 bis 13 von Orenstein & Koppel an die Bröhltalbahn geliefert. Die Maße des Kessels, die Bauart des Laufwerkes und die Zylinder waren in etwa gleich. Unterschiedlich waren das größere Führerhaus sowie die größeren Vorratsbehälter.
Die Lokomotiven haben sich im Betrieb über viele Jahre bewährt und gehörten zu den Lokomotiven der RSE mit der längsten Lebensdauer. Sie waren robust, leicht zu unterhalten sowie vor leichten Personenzügen und wie im Rangierdienst vielseitig einsetzbar. Sie überstanden beide Weltkriege. In der Zeit des Wirtschaftswunders wurden sie schnell in untergeordnete Dienste verdrängt. Nach dem Ausbau der Zugbremse beschränkte sich ihr Einsatz auf den Rangierdienst.
1957 wurden bis auf die BTE 16 alle Lokomotiven verschrottet. Diese Lokomotive wurde bis 1964 bei Rangierarbeiten in Eudenberg verwendet, zwischenzeitlich half sie auf der Werft in Beuel aus. Erst danach wurde sie von einer Diesellokomotive abgelöst, ausgemustert sowie verschrottet.

## Technik
Die Lokomotiven besaßen einen Außenrahmen und mit Hallschen Kurbeln angetriebene Treibachsen. Die Vorratsbehälter erwiesen sie sich in der Praxis als zu klein. Deshalb wurden sie 1920 von der Werkstätte der RSE umgebaut. Der Lokomotivrahmen wurde an beiden Enden verlängert und der Kohlebehälter hinter dem Führerhaus montiert. Der Kessel erhielt eine neue, 12 cm längere, Rauchkammer. Um das gleiche Maß wurde das Führerhaus nach vorn verschoben und die Vorratsbehälter verlängert. Bei Auslieferung besaßen sie   seitliche Führerhausfenster. Aus unbekannten Gründen wurden diese blind verschlossen. Eine Metallplatte beinhaltete das Hersteller- und Nummernschild.
Von der Kesselbauart stehen nur wenige technische Daten zur Verfügung. Ursprünglich besaßen die Lokomotiven Kobelschornsteine. In den 1920er Jahren wurden diese durch  normale Schornsteine ohne Bypass für die Blasrohranlage ersetzt. Sie waren mit einer O&K Patentsteuerung ausgerüstet. Diese Steuerung war bei Feldbahnlokomotiven weit verbreitet und hatte ihren Ursprung in der Leistungssteuerung im Schiffbau. Diese Steuerung gab eine feine Leistungseinstellung in Zwischenstufen nicht her, war dafür sehr robust und wenig anfällig gegen Lagerverschleiß.
Die Lokomotiven erhielten in den 1930er Jahren eine Dampfheizeinrichtung für den Personenzugbetrieb. Ursprünglich waren sie mit einer Petroleumbeleuchtung versehen, ab den 1930er Jahren wurde diese durch eine elektrische Beleuchtung mit einem Turbogenerator ersetzt. Für den Personenzugdienst wurden sie mit einer Druckluftbremse nachgerüstet. Dazu erhielten sie die kleinen einstufigen Luftpumpen der großen Jung-Lokomotiven, deren Bremsanlage vergrößert wurde.